# Eli I van Périgord
Eli I van Périgord (overleden in 976) was van 975 tot aan zijn dood graaf van Périgord. Hij behoorde tot het huis Périgord.

## Levensloop
Eli I was de oudste zoon van graaf Boso I van La Marche en diens echtgenote Emma, dochter van graaf Willem I van Périgord. In 974 ondersteunde hij zijn vader bij de aanval op burggraaf Gerald van Limoges. Daarbij werd hij door zijn vader naar het hof van hertog Willem IV van Aquitanië gestuurd om goedkeuring te krijgen voor de oorlog, wat echter niet gebeurde.  
Nadat zijn oom langs moederkant Ranulf Bompar in juli 975 sneuvelde, slaagde Eli erin hem op te volgen als graaf van Périgord. Korte tijd later liet hij bisschop Benedictus van Limoges gevangennemen en de ogen uitsteken, omdat hij de burggraaf van Limoges had gesteund. Als tegenreactie werden Eli en zijn broer Adelbert door burggraaf Gwijde gevangengenomen. Gwijde gaf het bevel om Eli de ogen uit te steken, maar hij kon uit zijn kerker in Montignac ontsnappen nog voor dit plaatsvond. In 976 stierf Eli tijdens een pelgrimstocht naar Rome, die hij vermoedelijk als boetedoening uitvoerde. Voor zijn ontsnapping moest zijn jongere broer Gausbert boeten, die gevangengenomen werd, uitgeleverd werd aan de hertog van Aquitanië en de ogen uitgestoken werd.
Omdat Eli ongehuwd en kinderloos gebleven was, werd hij als graaf van Périgord opgevolgd door zijn jongere broer Adelbert I.